# Bitwa pod Pondicherry
Bitwa pod Pondicherry miała miejsce w roku 1759 w trakcie III wojny w Karnatace.
Latem 1759 r. eskadra angielska George Pococka (10 okrętów) napotkała w rejonie Pondicherry francuską eskadrę pod wodzą Antoine de Ache (14 okrętów). Do bitwy doszło dnia 10 września. Obie eskadry płynąc równolegle przez kilka godzin ostrzeliwały się wzajemnie. W trakcie walki jeden francuski okręt liniowy został poważnie uszkodzony a znajdujący się na nim de Ache odniósł ranę. W tej sytuacji Francuzi odpłynęli, pozwalając tym samym na włynięcie eskadrze angielskiej do portu w Pondicherry. Straty francuskie w wyniku bitwy morskiej oraz ataku Anglików na port wyniosły 1400 zabitych i rannych. Anglicy stracili 600 zabitych i rannych.

Źródło
- Zygmunt Ryniewicz: Leksykon bitew świata, Wyd. Almapress, Warszawa 2004.